# Ophyra hirtitibia
Ophyra hirtitibia är en tvåvingeart som beskrevs av Stein 1920. Ophyra hirtitibia ingår i släktet Ophyra och familjen husflugor. Inga underarter finns listade i Catalogue of Life.